# Ліван під владою арабів та мамлюків
К розглядаємому часу Ліван вже склався як єдина територіальна та культурна одиниця. Перед арабськими завоюваннями він знаходився під влядою різних держав, останніми з яких були Персія, Римська імперія та Візантія. Ослаблена війнами з Персією, Візантійська імперія дозволила розширення Арабського халіфату до Лівану. Протягом розглядаємого періоду кілька арабських династій управляли областю, але потім територія знову почала переходити з рук в рукі, поки надовго не потрапила до влади Османської імперії.

## Арабське завоювання
У 608–609 перський цар Хосров II захопив Сирію і більшу частину Лівану, але вже між 622 і 629 візантійський імператор Гераклій знову відбив його. Цей успіх був недовгим, з 628 року територія Лівану стала об'єктом вторгнення арабів, і в 636 році прибережні міста були захоплені арабськими військами. Гірські райони, не зважаючи на жорстокий опір мешканців, також вимушені були підкоритися новим правителям. Династія халіфів з роду Омеядів (660–750) проявляла терпимість до християнського населення, але коли вона в 750 році була повалена Аббасидами, християни гір повстали. Їх виступ було жорстоко придушено, жителі вислані, а їх майно конфісковане.
Ослаблення влади Аббасидів в 9 ст. і розпад Арабського халіфату привели до того, що Ліван опинився під владою різних мусульманських династій – Тулунідів (9 ст.), Іхшидідів (10 ст.) і шиїтської держави Фатімідів (969–1171). В період правління Фатімідів почастішали візантійські походи проти Північної Сирії і Ліванського узбережжя.
В період арабського панування зовнішність країни істотно змінилася, відбулася де-урбанізація. Квітучі міста узбережжя перетворились на невеликі рибальські села. Став іншим склад населення. Менш доступні гірські райони стали притулком для переслідуваних релігійних меншин. Так, в 7–11 ст. до Північного Лівану, з долини річки Ель-Аси (Оронт) переселилася монофелітська християнська община маронітів. Православні візантійці організували масове побиття її послідовників і зруйнували монастир Св. Марона. На початку 11 ст. у Лівані розповсюджується релігійна община друзів (друзи, на ім'я одного із засновників навчання Мухаммеда ад-Даразі). Друзи оселилися на центральному плато в горах і біля гори Гермон.

## Хрестові походи

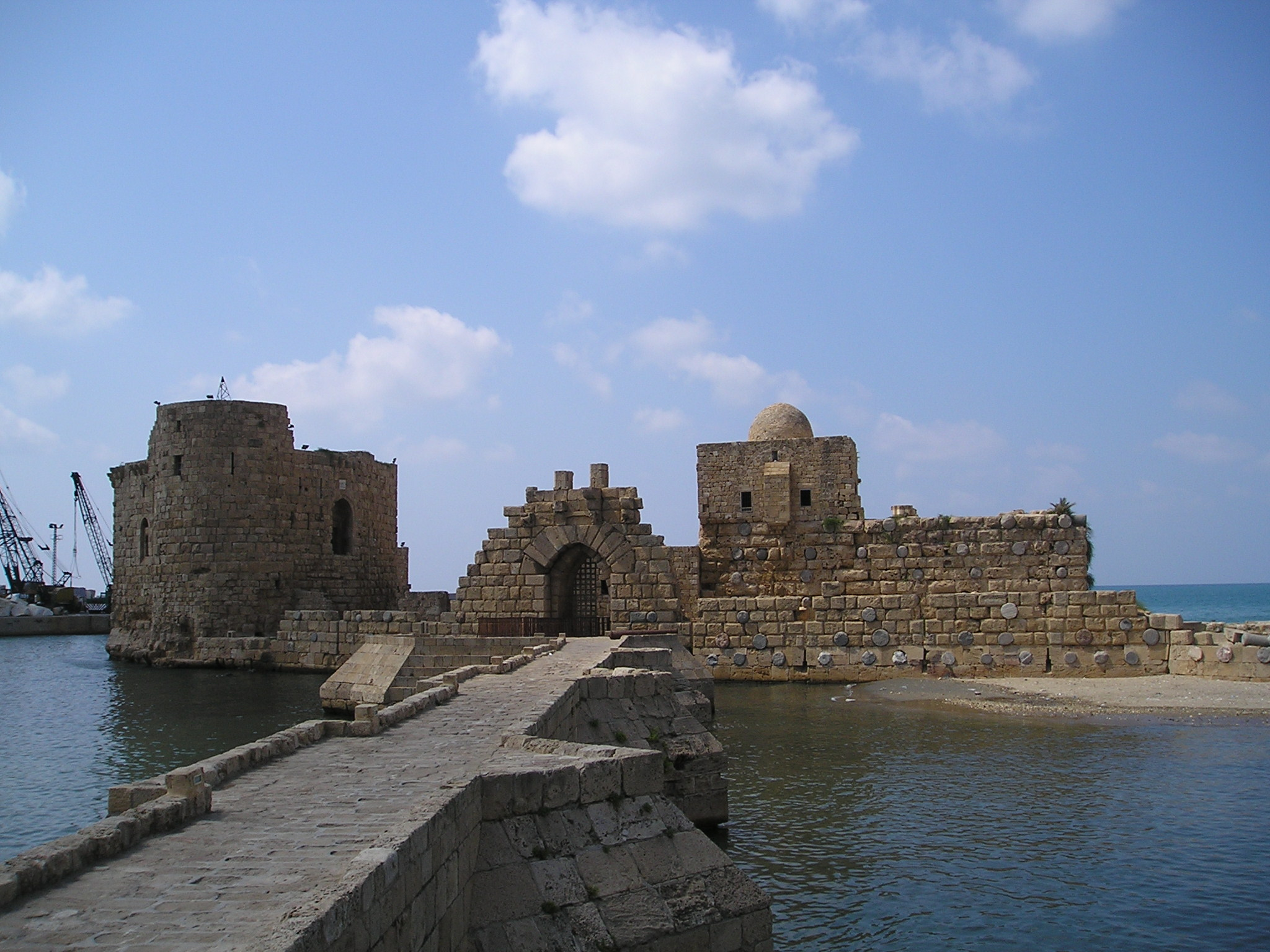
Морський замок (Сідон, 1228)

Після захоплення Біблоса в 1102 і Триполі в 1109 графом Раймоном де Сен-Жиллем і його наступниками і заволодіння Бейрутом та Сідоном в 1110 році королем Єрусалимським Балдуїном I, все узбережжя Фінікії, а також більша частина гірських районів країни, опинилися в руках хрестоносців. Приморські і гірські місцевості на північ від Біблоса увійшли до складу графства Триполі, а Бейрут і Сідон з їх землями стали частинами Єрусалимського королівства.
Хрестоносцям Сідона вдалося встановити своє панування над сусідньою гірською територією Шуф, з Бейрута вони контролювали лише вузьку прибережну смугу. У гірському районі Ель-Гарб, що примикає до Бейрута, їм успішно протистояли друзи на чолі з домом Бухтур. На знак визнання заслуг друзів в боротьбі з хрестоносцями мусульманські володарі Дамаску погодилися з верховенством клану Бухтур в Ель-Гарб. Після вигнання хрестоносців з Сирії в 1291 клан Бухтур затвердився в Бейруті, і його представники поступили на службу до мамлюків, що правили у той час в Єгипті і Сирії, як кавалерійські офіцери і намісники. Мамлюки підтвердили права Бухтурів на Гарб.
У північному Лівані мароніти налагодили відносини з хрестоносцями. До кінця 12 ст. вони погодилися відмовитися від монофелітства, уклали унію з Римом і визнали верховенство Папи.

## Правління мамлюків

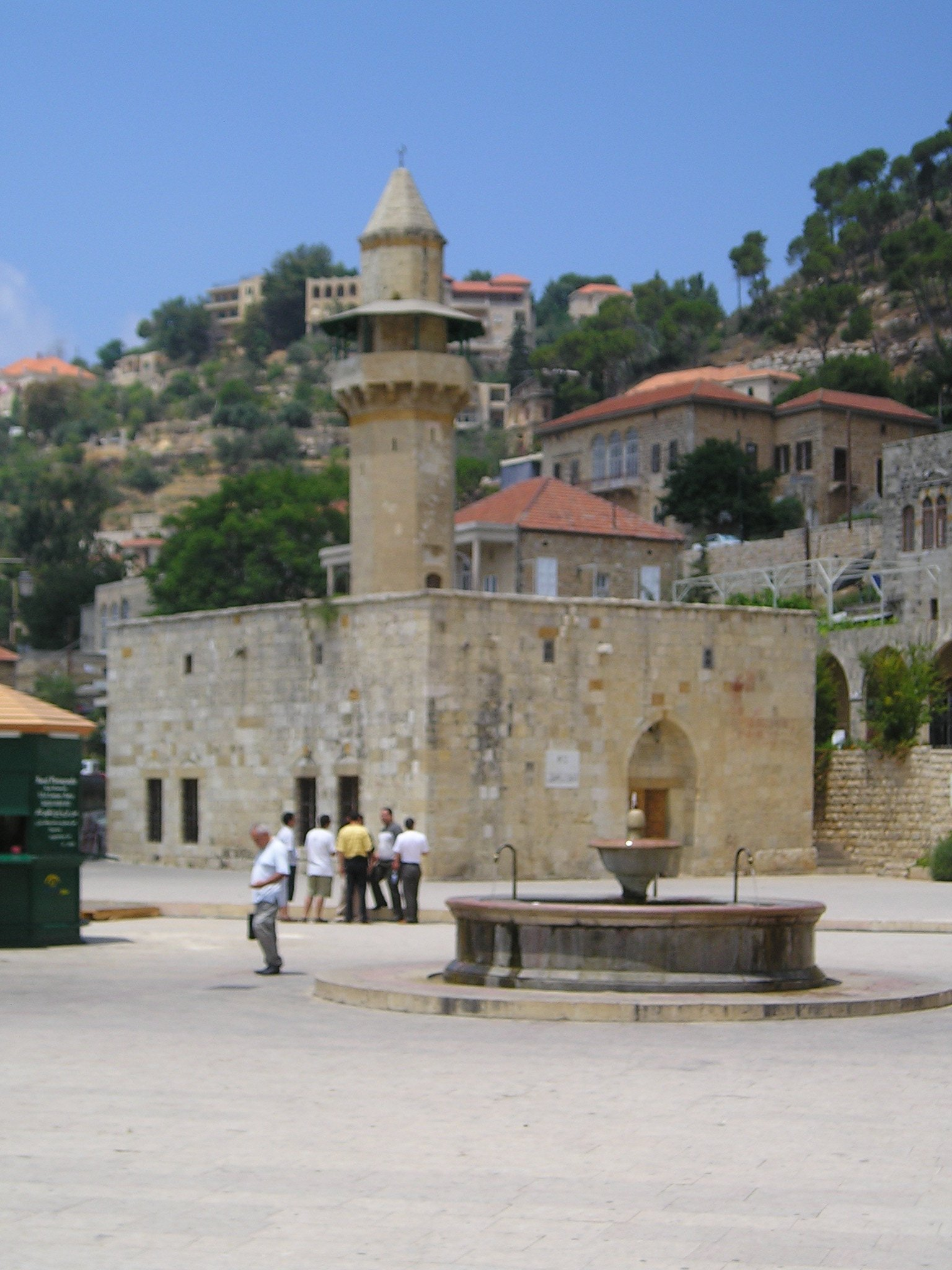
Мечеть еміра Фахраддіна, 1493

Незважаючи на сильні фортеці хрестоносців, у 11 столітті почалося нове мусульманське нашестя під лідерством Єгипту. В 1187 році Бейрут пав перед військами султана Саладіна. В кінці 13 ст. останні володіння хрестоносців на східному узбережжі Середземного моря були захоплені мамлюками, що захопили владу над Єгиптом і Сирією. У 1289 впав Триполі, в 1291 – Акка. Наприкінці 13 – на початку 14 ст. мамлюки зробили ряд каральних походів проти гірського Лівану, де жили християни і шиїти. Багато сіл і населених пунктів були спалені.
В період панування мамлюків, що продовжувався з 13 до 16 ст., північний Ліван входив до складу провінції Триполі; південний Ліван (Бейрут і Сідон) разом з долиною Бекаа складав округ Баальбек, один з чотирьох в провінції Дамаск. У провінції Триполі глави маронітських сіл, або мукаддами, що традиційно зберігали вірність маронітському патріарху, отримали від мамлюків право збирати податки, так що втручання в їхні внутрішні справи було мінімальним. У високогірному районі Бшеррі посилилося одна з родин місцевих мукаддамів, яка узяла на себе захист маронітських патріархів; вона зберігала свій вплив до початку періоду Османа в історії країни. У південному Лівані і долині Бекаа мамлюки підтримували тубільних друзьких і мусульманських вождів, або емірів, таких як клани Бухтур в Гарбе, Маан в Шуфе та Шихаб в Антилівані, чиї права на управління підвладними їм територіями були мамлюками підтверджені. Після завоювання Сирії і Єгипту османами в 1517 організація місцевої влади в Південному Лівані загалом залишилася тією самою. До кінця 16 ст. Маани, еміри Шуфа, були визнані верховними вождями друзів, а глава їх сімейства Фахраддін (Фахр-ад-Дін) встановив свою владу над всім південним Ліваном і долиною Бекаа.